# نيكيتا يفريموف
نيكيتا يفريموف هو ممثل روسي ولد في 30 مايو 1988.

## روابط خارجية
- نيكيتا يفريموف على موقع IMDb (الإنجليزية)
- نيكيتا يفريموف على موقع قاعدة بيانات الفيلم (الإنجليزية)
- نيكيتا يفريموف على موقع كينوبويسك (الروسية)